# ماتي لانغر
ماتي لانغر (بالألمانية: Matti Langer) (27 فبراير 1990 في ألمانيا - ) هو لاعب كرة قدم ألماني (وحمل سابقاً جنسية ألمانيا الشرقية) في مركز الوسط. لعب مع FC Rot-Weiß Erfurt ‏ وFSV Wacker 90 Nordhausen ‏.

## وصلات خارجية
- ماتي لانغر على موقع قاعدة بيانات كرة القدم.إي يو (الإنجليزية)
- ماتي لانغر على موقع بيانات كرة القدم. دي إي (الألمانية)
- ماتي لانغر على موقع عالم كرة القدم.نت (الإنجليزية)